# Блох, Карл Генрих
Карл Генрих Блох (дат. Carl Heinrich Bloch; 23 мая 1834, Копенгаген — 22 февраля 1890, там же) — датский художник, автор религиозных и жанровых сцен.

## Биография

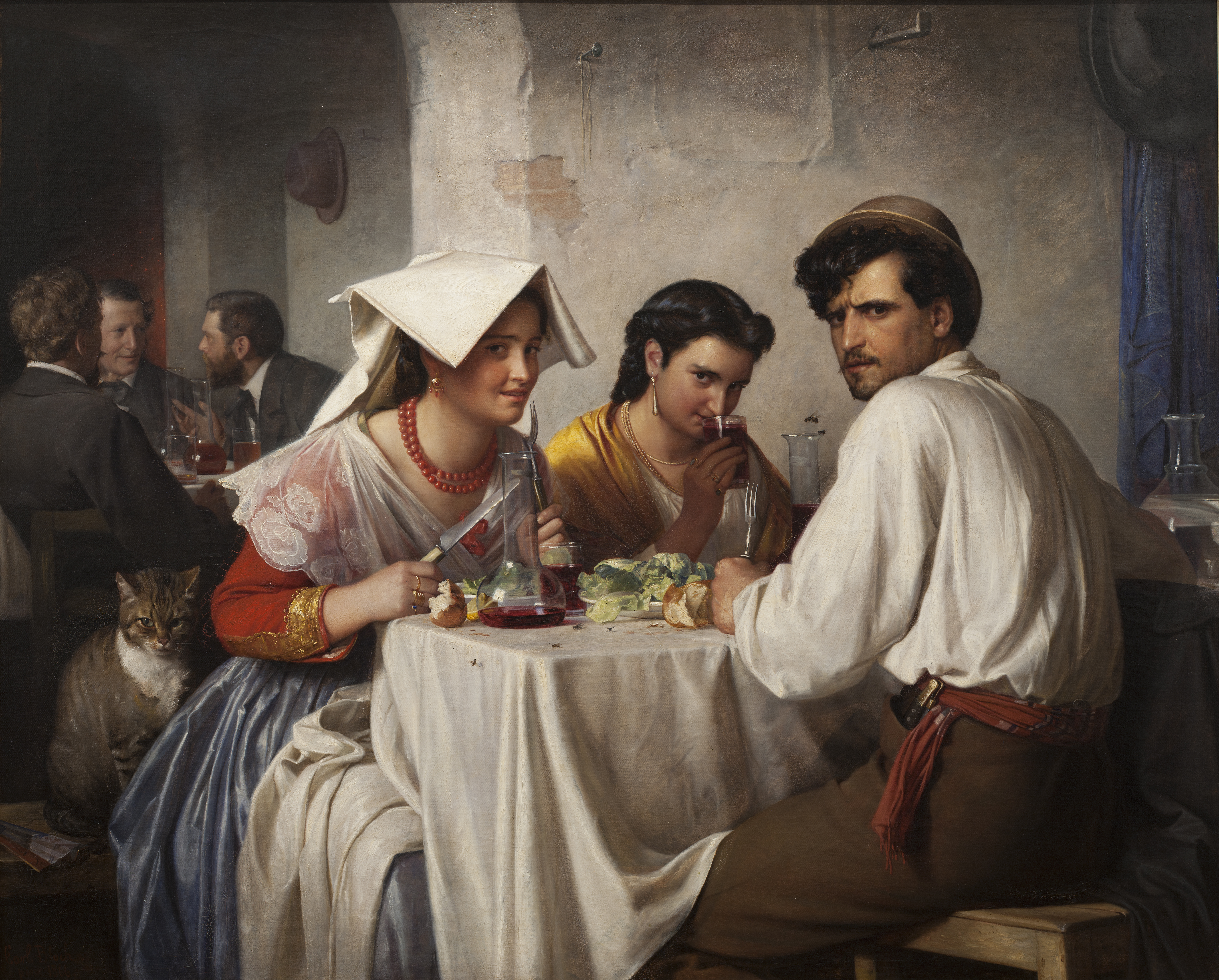
«В римской остерии» (слева)

Учился у Вильгельма Марстранда в Королевской датской академии искусств.
Ранние работы изображали сельские пейзажи из повседневной жизни. В период 1859—1866 гг. Блох жил в Италии, и этот период сыграл важную роль в выработке его стиля, посвящённого мифологическим сюжетам. Его первым успехом был «Освобождённый Прометей», выставленный в Копенгагене в 1865 году. После смерти Марстранда Блох закончил роспись церемониального зала Копенгагенского университета.
После этого ему заказали 23 изображения для часовни дворца Фредериксборг. Это были картины из жизни Христа, которые получили популярность в качестве иллюстраций к христианской литературе различных конфессий. В частности, они довольно часто используются современными мормонами и даже были использованы как образцы для постановки ряда мормонских фильмов. Оригиналы, написанные в период 1865—1879, до настоящего времени хранятся во дворце Фредериксборг.

## Галерея

### Исторические и жанровые сцены

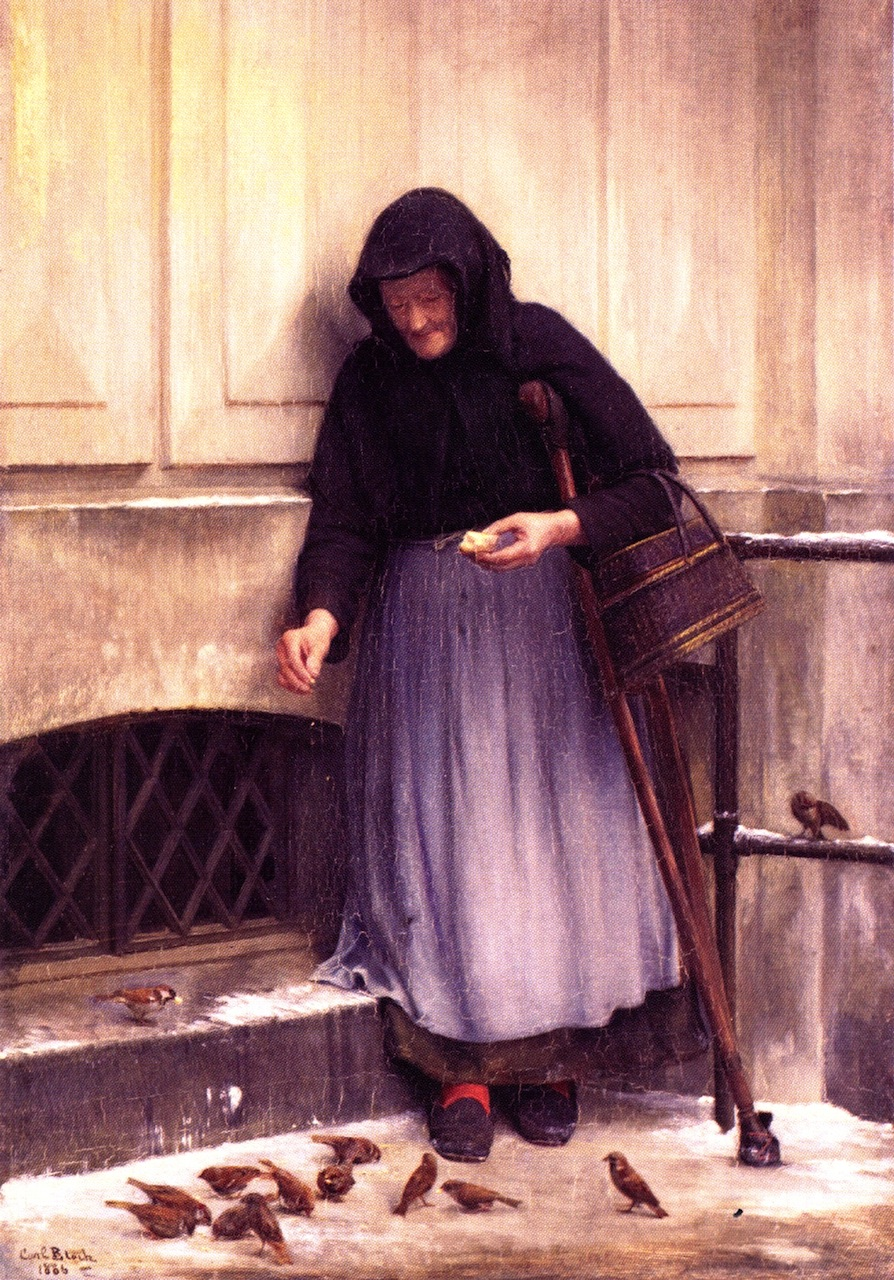
Женщина с воробьями
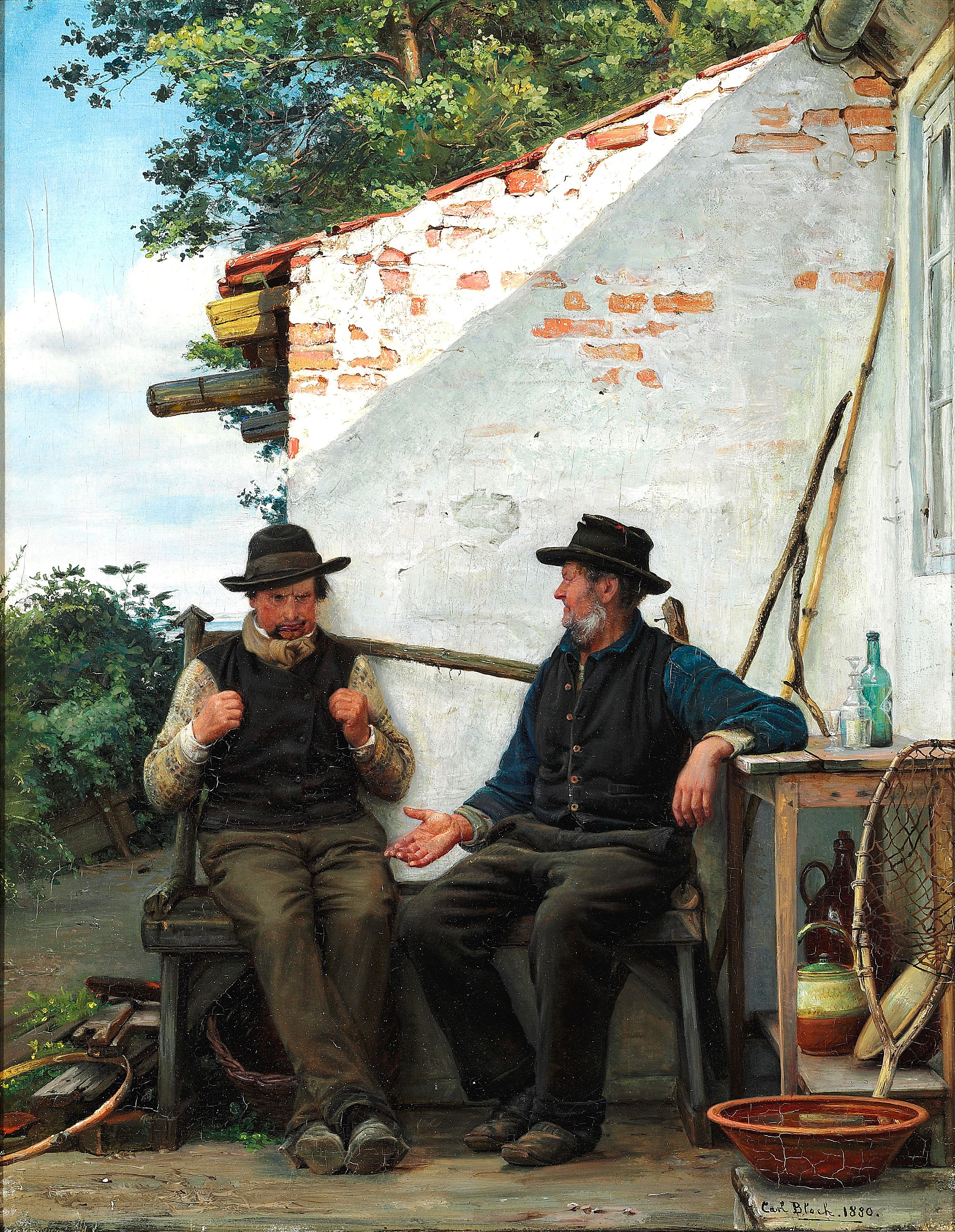
Рыбацкие истории
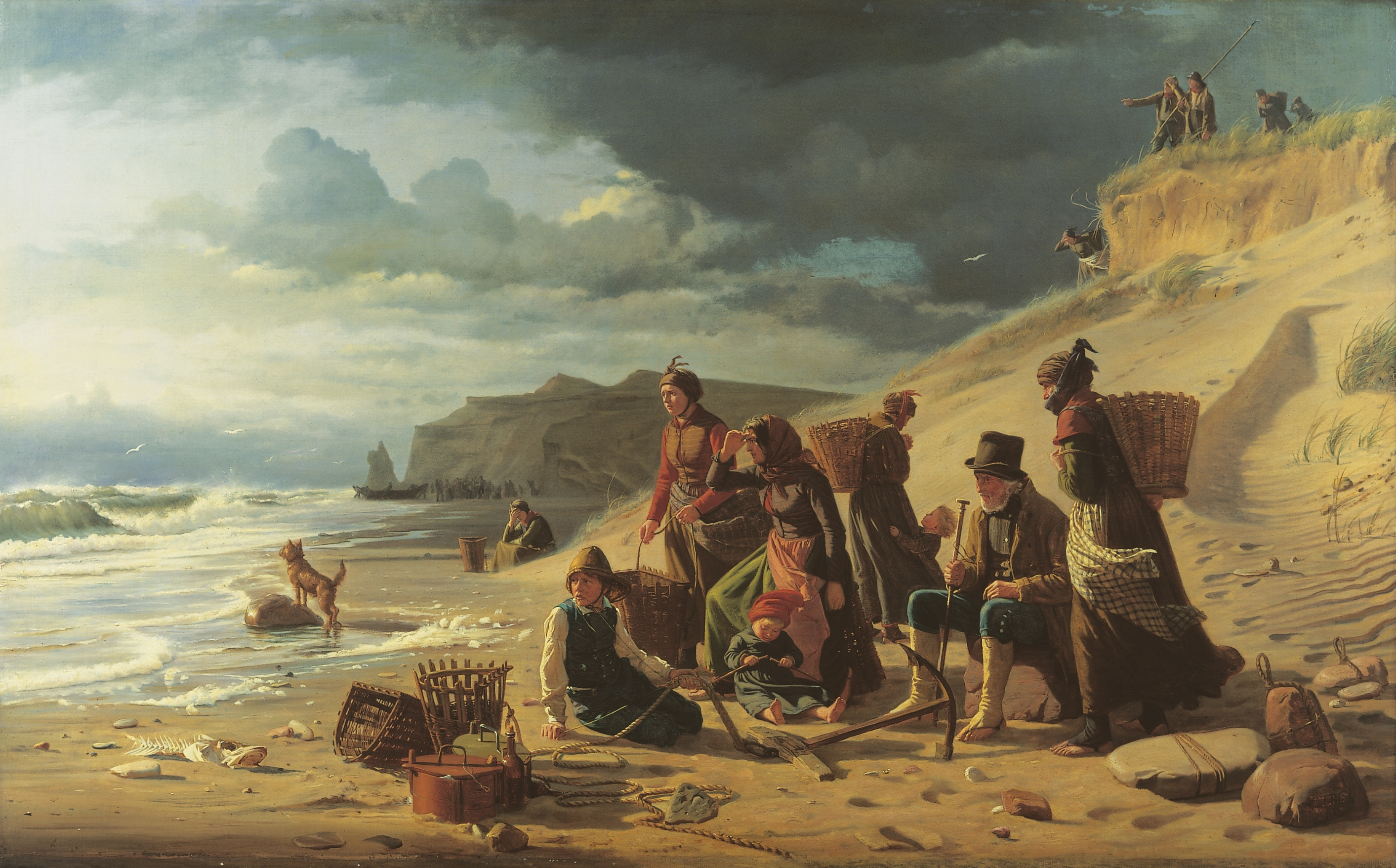
Семьи рыбаков ждут возвращения близких во время шторма
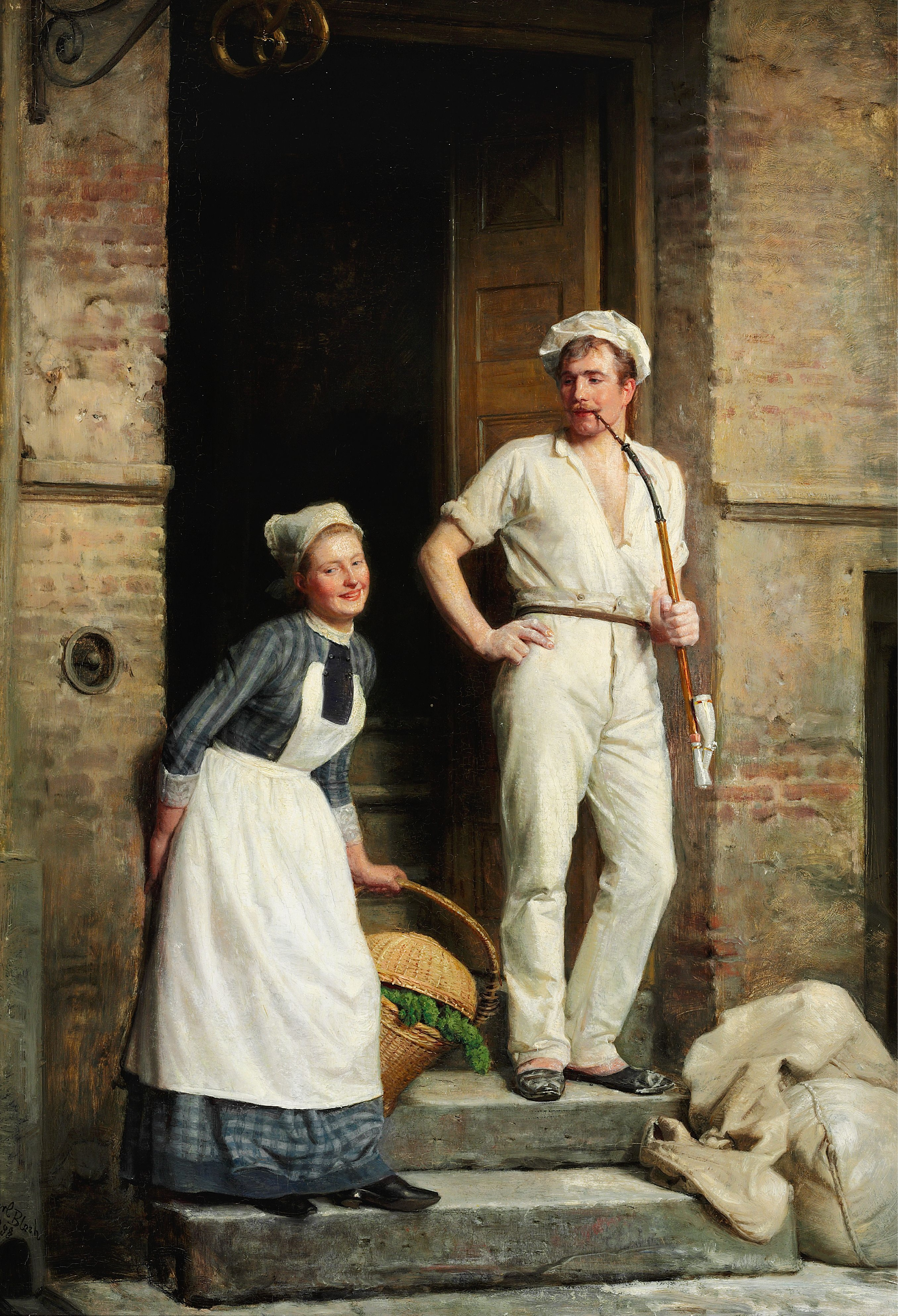
Пекарь и горничная
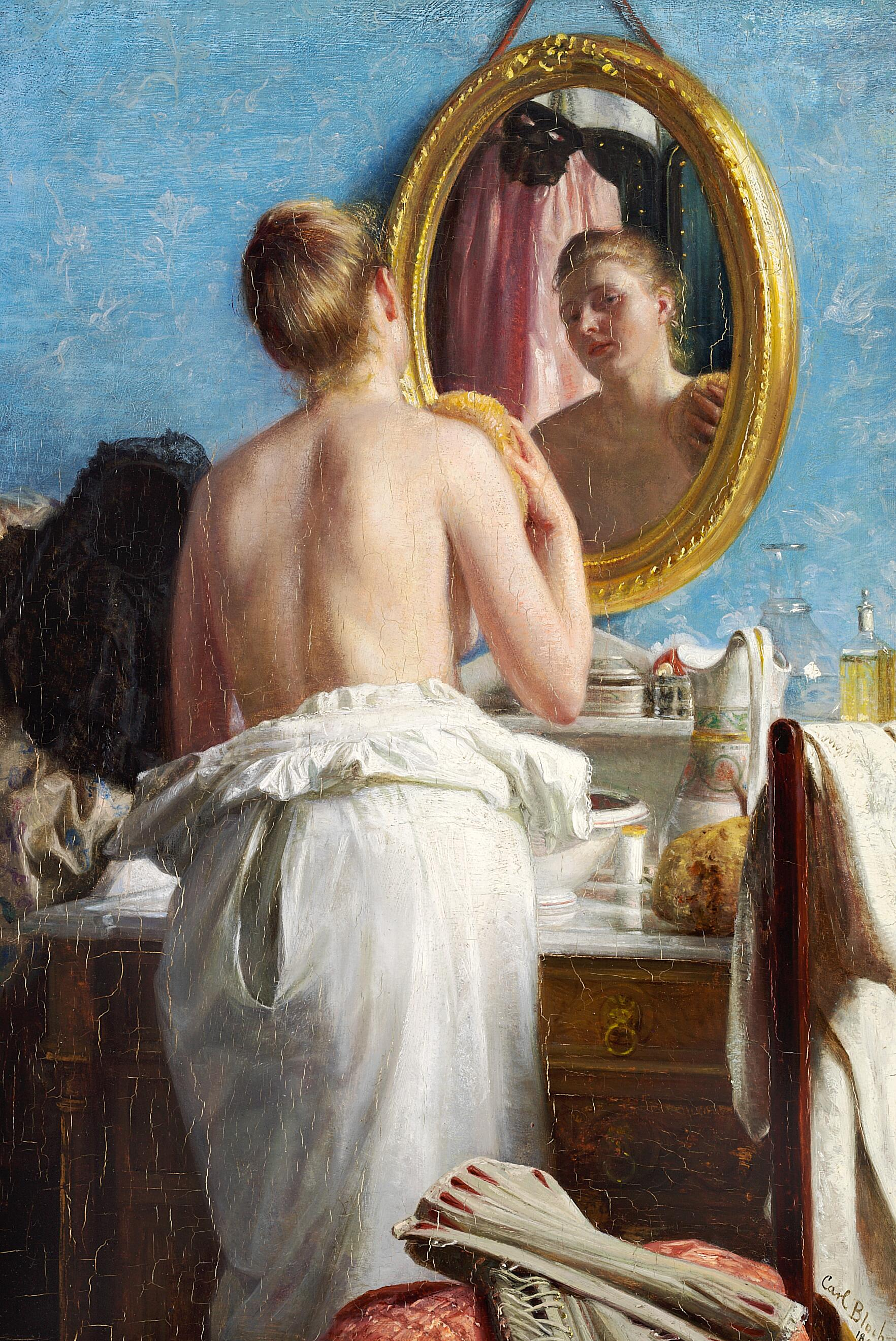
Умывание перед карнавалом
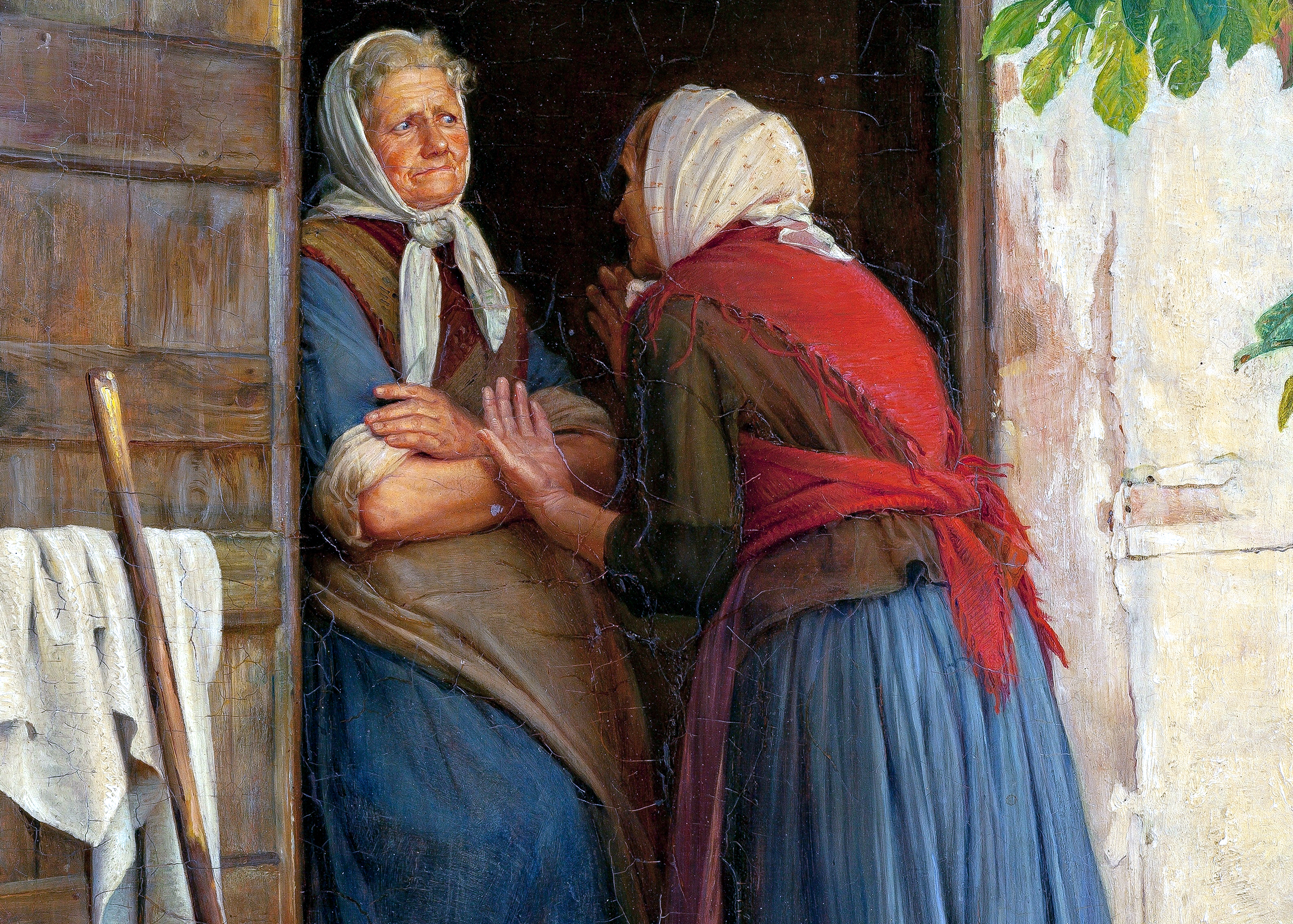
Две старухи
«Король Кристиан II в тюрьме»
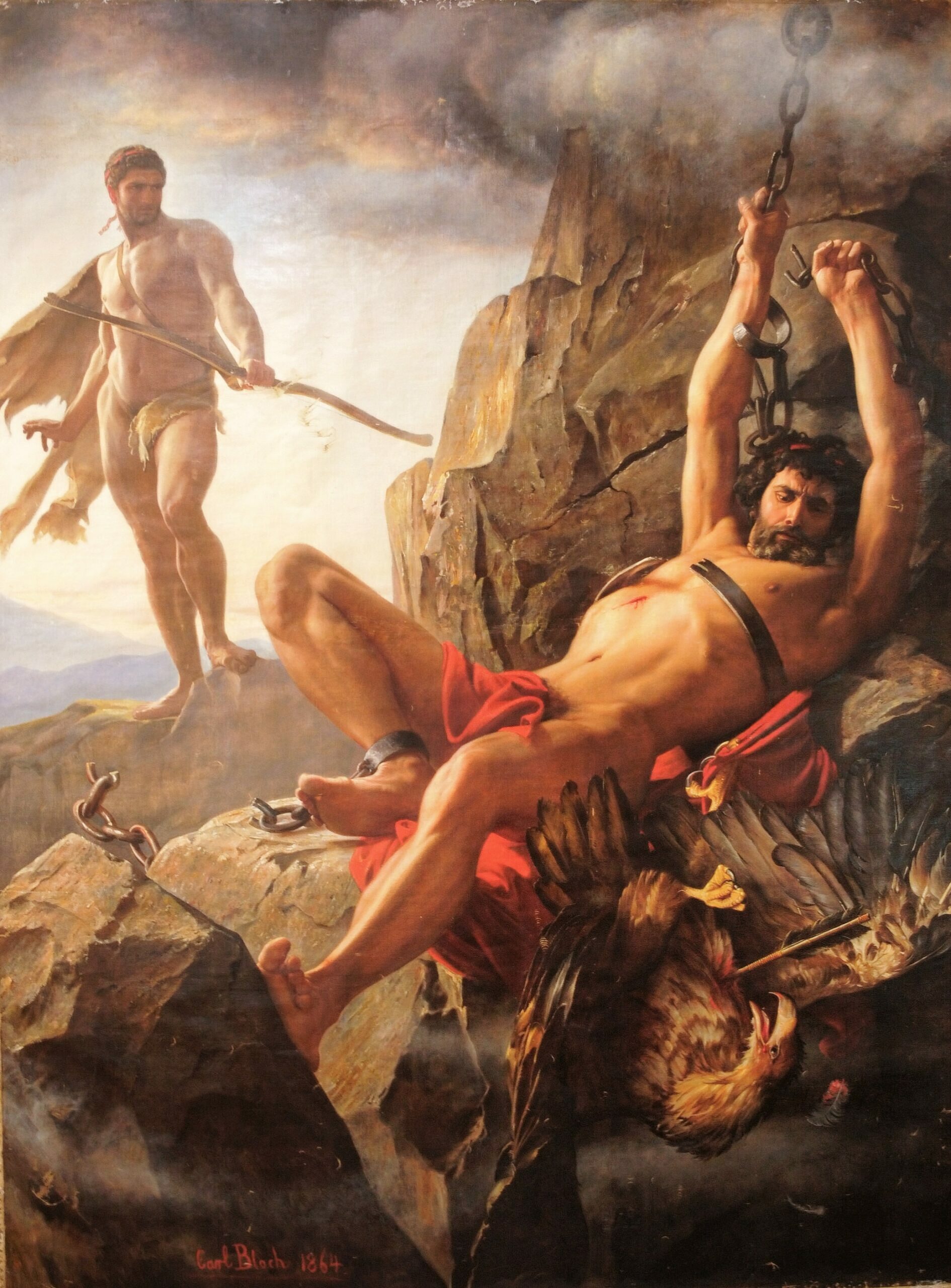
Освобождение Прометея

### Религиозные сцены

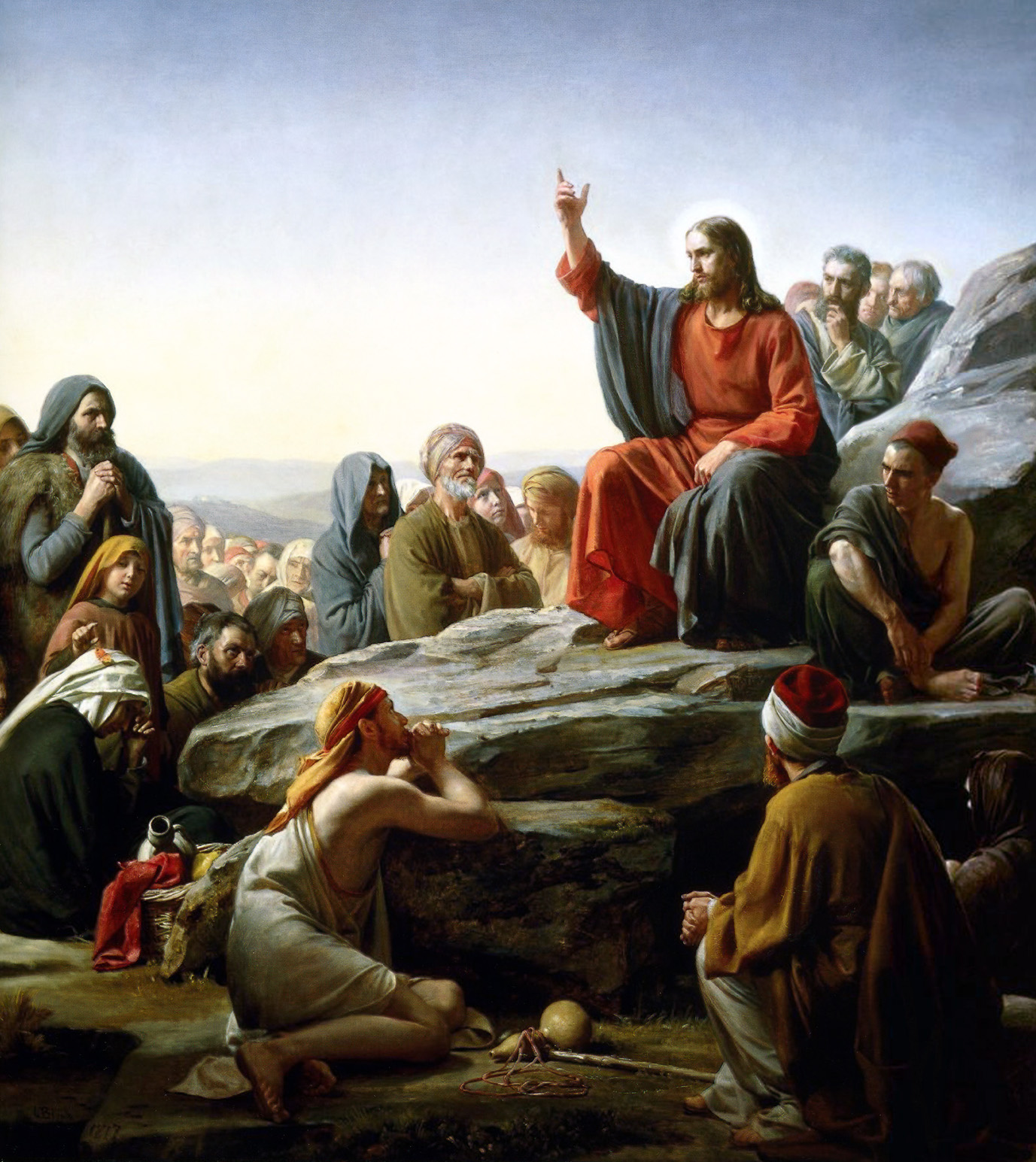
Нагорная проповедь
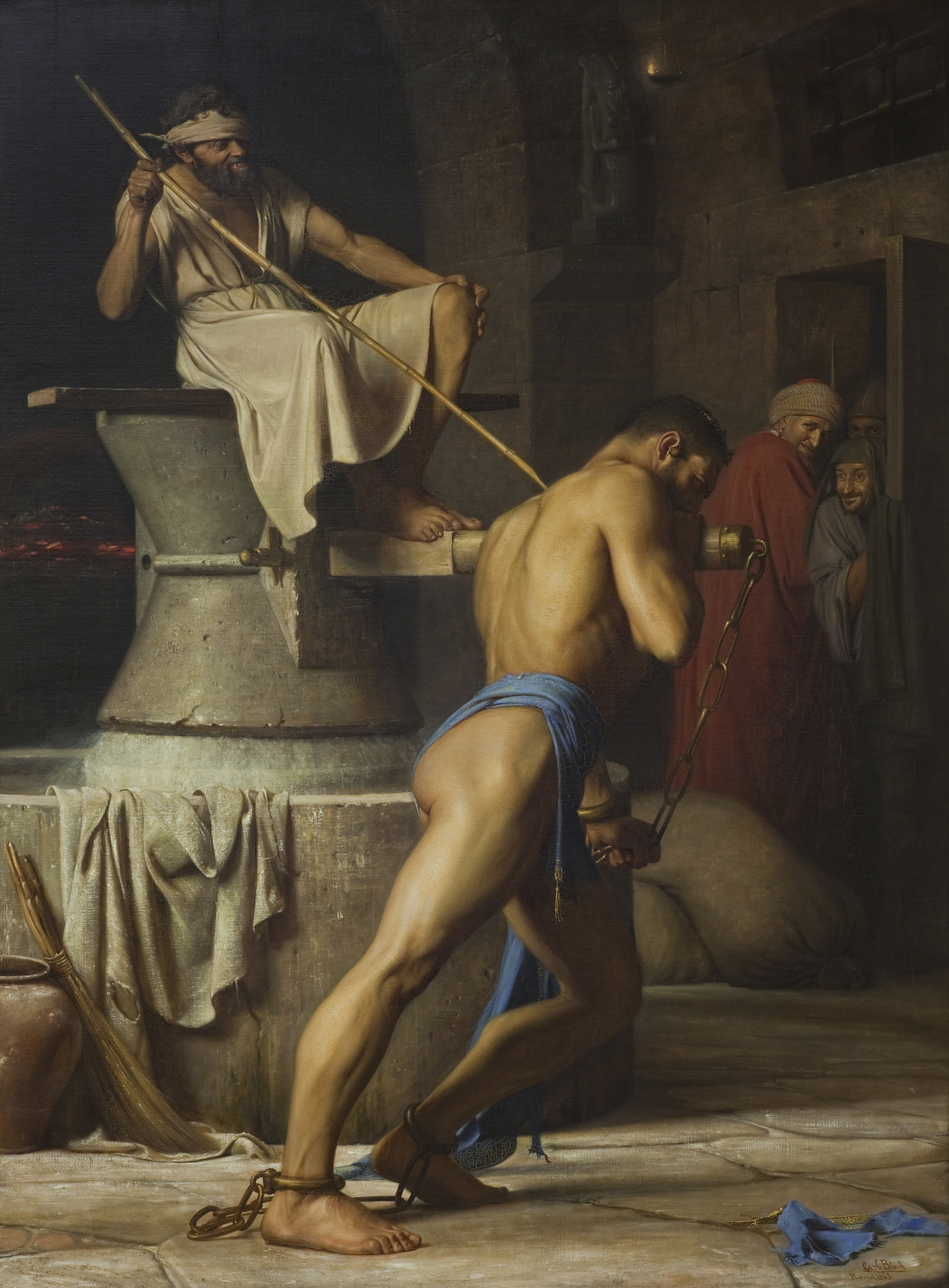
Самсон
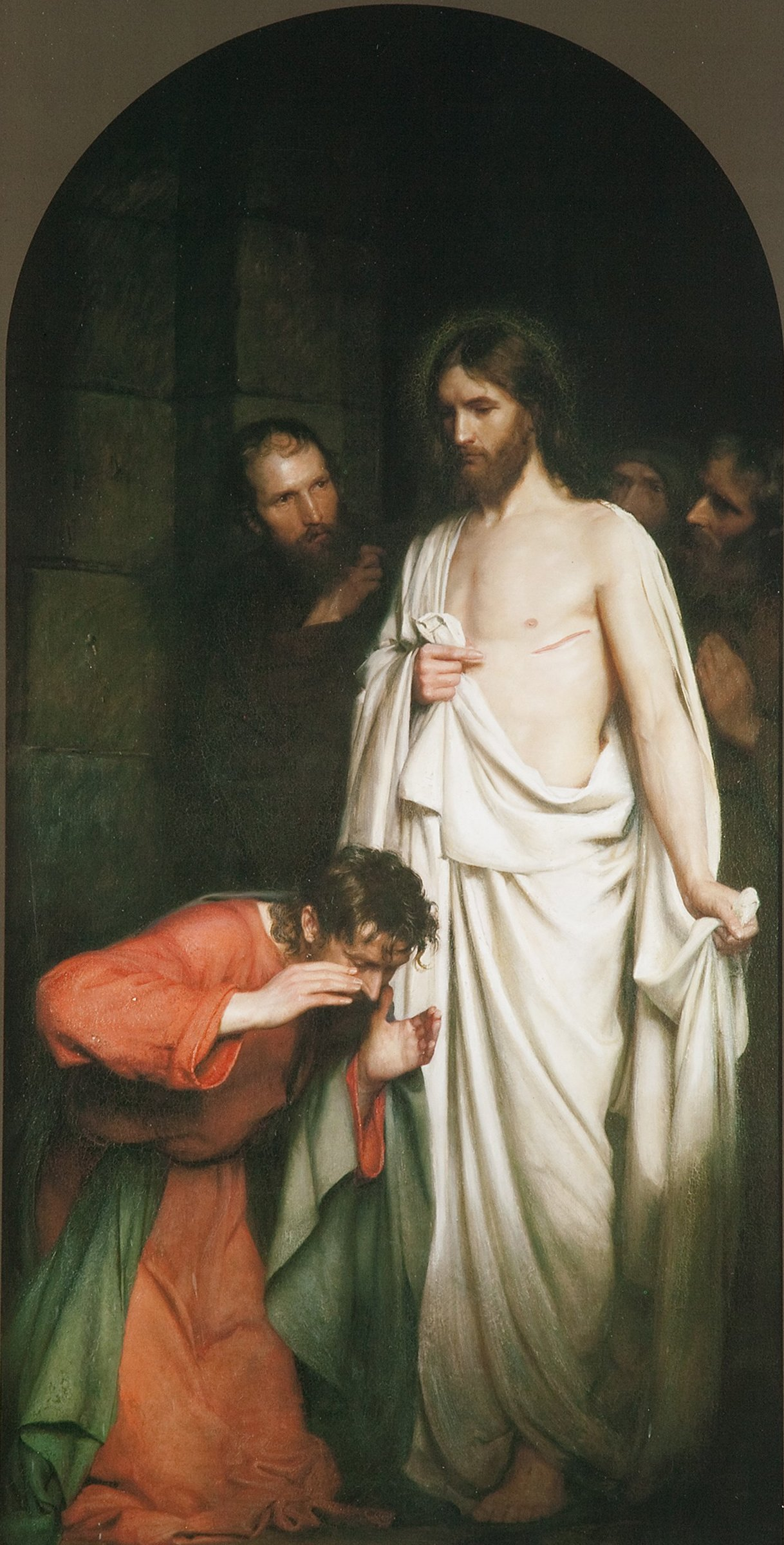
Фома Неверующий
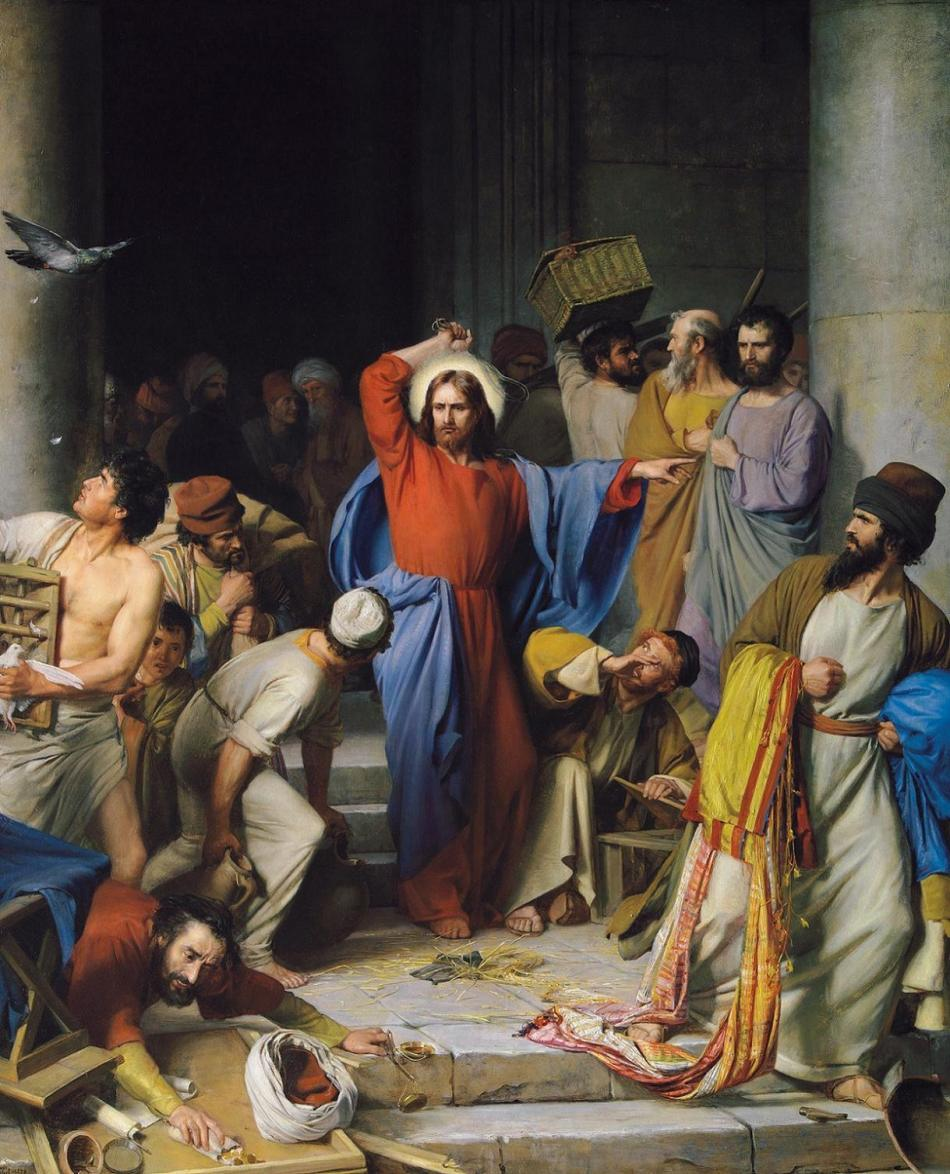
Изгнание торгующих из храма
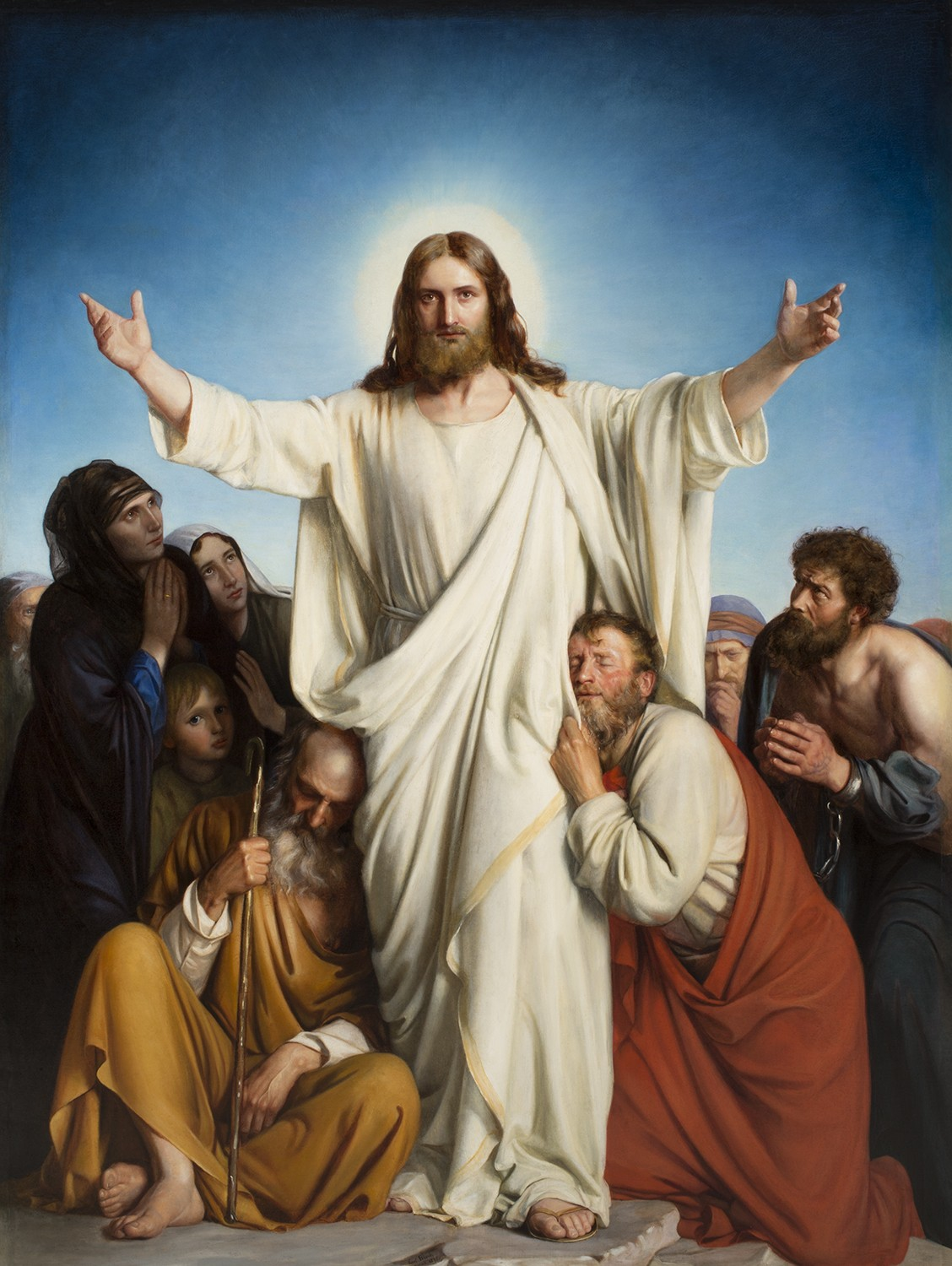
Христос-Утешитель
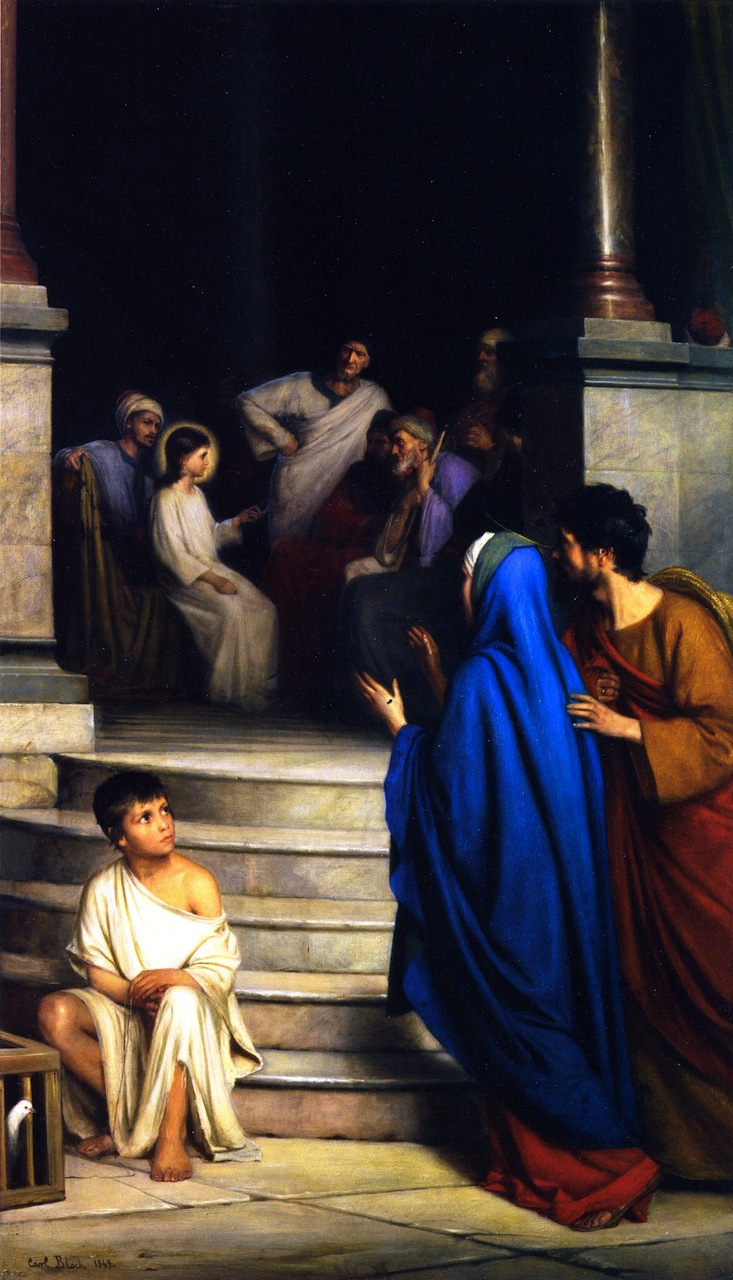
Христос среди учителей
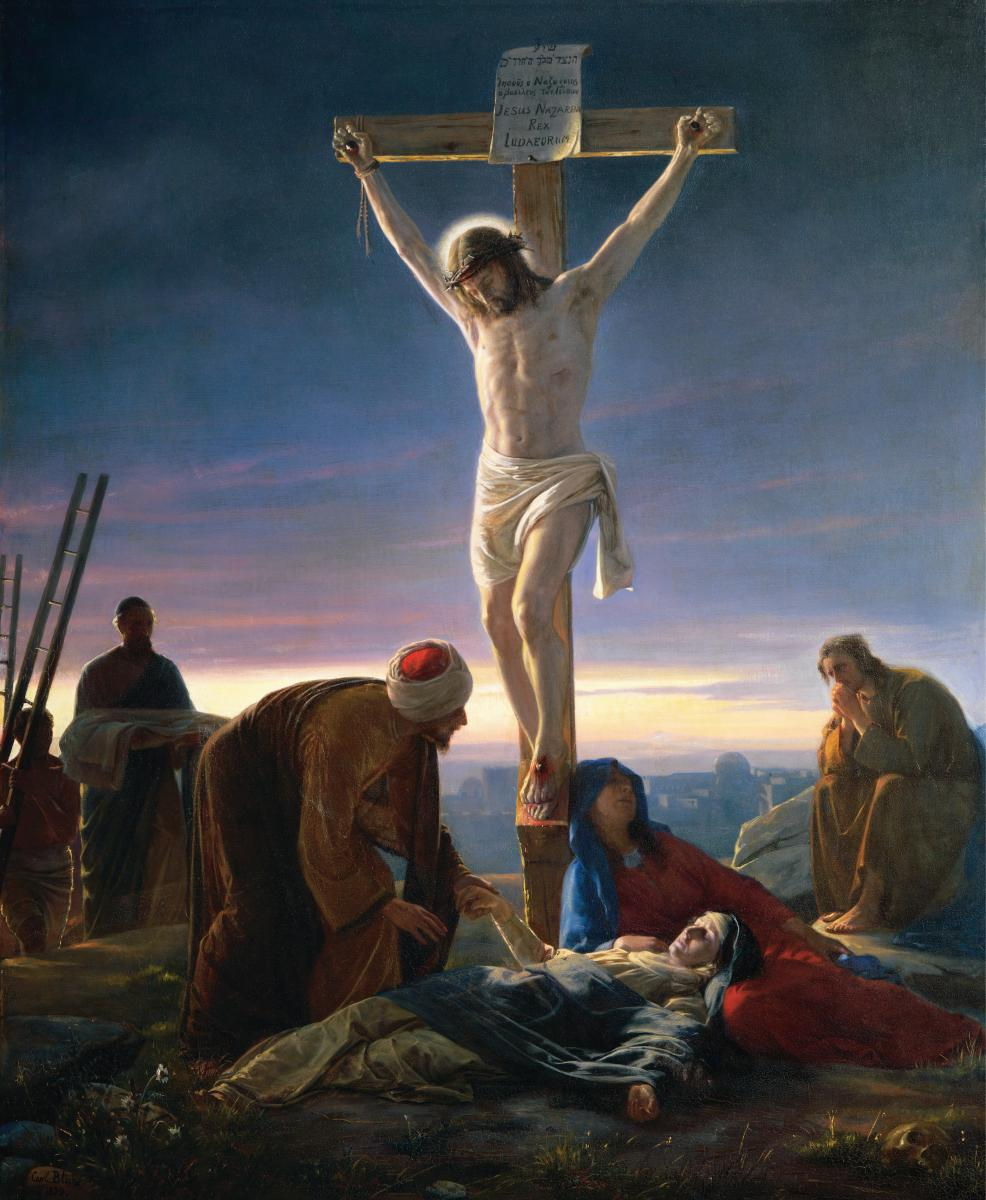
Распятие Христово
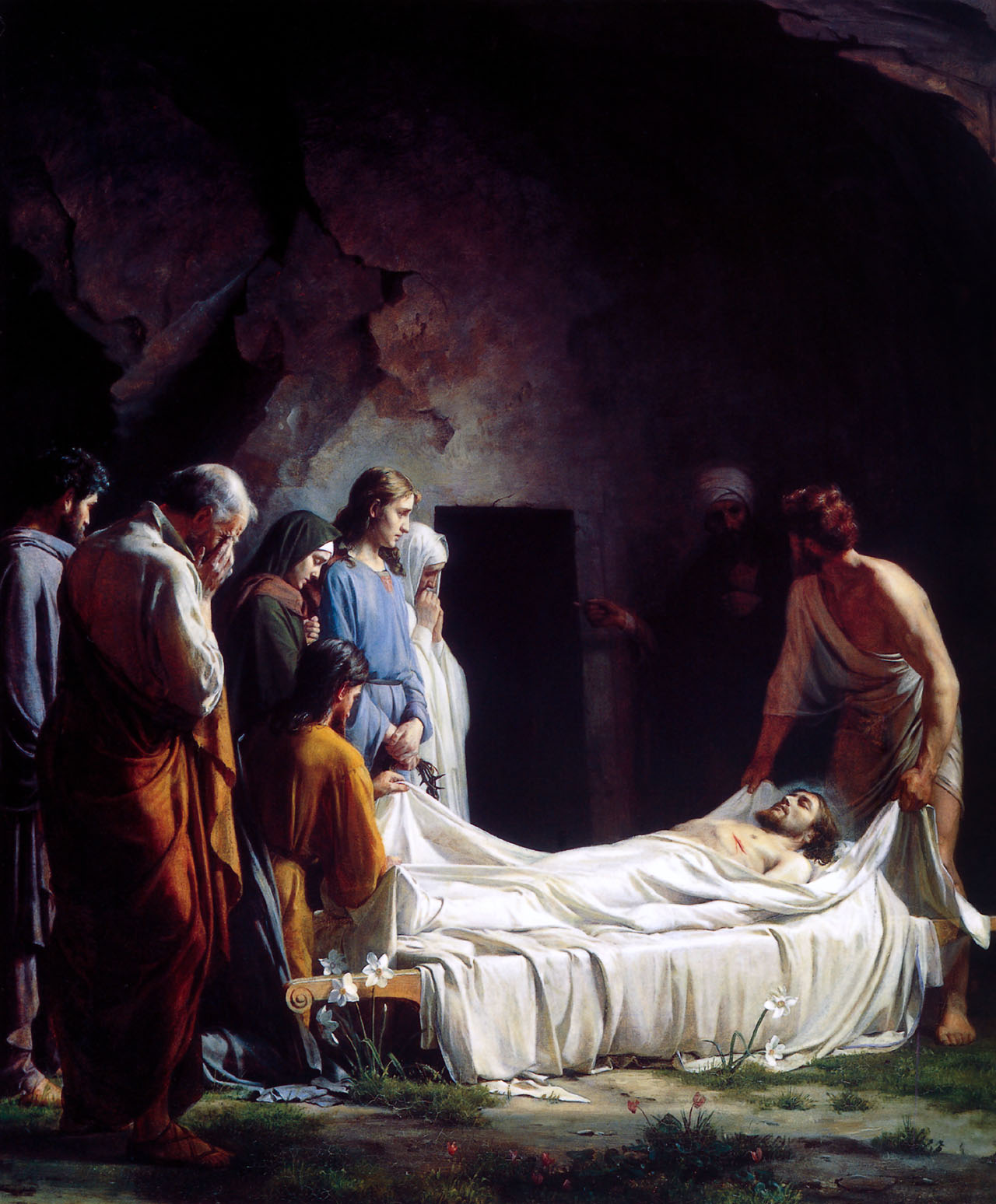
Оплакивание Христа